# القرض الشعبي الجزائري
القرض الشعبي الجزائري هو بنك تجاري جزائري تأسس سنة 1966.